# Клетское сельское поселение (Среднеахтубинский район)
Кле́тское се́льское поселе́ние — муниципальное образование в составе Среднеахтубинского района Волгоградской области.
Административный центр — хутор Клетский.

## История
С XIX века в районе озера Клетское проживали жители в своих хуторках. Промысел местных жителей для данных мест был стандартным - заготавливали сено, пасли скот, ловили рыбу. В начале XX века было много переселенцев из хутора Рахинка. 
В период гражданской войны на хутор Клетский периодически нападали банды красных белых и зеленых, они грабили местных жителей.
С 1920 года на территории хутора Клетский население увеличилось, люди жили в землянках.
В 1925 году на территории хутора Клетский началась коллективизация. Раньше хутор относился к Кузьмичевскому сельскому совету. После Октябрьской Революции 1917 года сельский совет находился около хутора Прыщевка, там был посёлок Кузьмичи. Название посёлка Кузьмичи получил от большинства жителей имевших фамилию Кузьмичевы. Из воспоминаний старожилов: первым председателем сельского совета был товарищ Игнатьев.
В декабре 1929 года образовался колхоз «Пламя труда», колхоз объединили все хутора, от хутора Новенький до хутора Репино.
В 1930 году произошёл раздел колхоза: в хуторе Репино образовался колхоз «13 лет октября», а в хуторе Клетский – колхоз «им. Кирова». Активное участие принимали первые комсомольцы хутора Клетский: Толстоноженко Василина, Шиповский Петр, Толстоноженко Наталья.
Первым секретарём комсомольской организацией был Иван Зотов, направленный райкомом комсомола. Под его руководством комсомольская организация проводила большую культурно-воспитательную работу среди населения, были организованы ликбезы, драмкружки, детский сад, а также начальная школа. Зотов работал до 1932 года.
Колхоз «им. Кирова» с самого начала возникновения специализировался по животноводческо-овощному профилю. До Великой Отечественной войны председателем колхоза был Чеботарев Михаил Михайлович.
В 1937 году был основан первый тракторный отряд, который обрабатывал поля колхоза «Новый путь крестьянина». Война с фашистской Германией нарушила трудовую жизнь колхоза, мужчины добровольно ушли на фронт, а женщины вели хозяйство в колхозе, работая весь световой день.
В 1959 году на базе колхозов был основан совхоз «Рассвет».
В 1964 году ввелось в эксплуатацию новое школьное здание в хуторе Клетский совхоза «Рассвет». Контингент учащихся 5-8 классов и педагогический коллектив Кузьмичевский восьмилетней школы посёлка Кузьмичи был переведён в новое здание и стал именоваться «Рассветинская средняя школа» Кузьмичевского сельского совета, учащиеся 1-4 классов Кировской начальной школы также влились в состав Рассветинской средней школы. 
29 октября 1966 года было перезахоронение погибших воинов в братской могиле на территории Рассветинской средней школы, из хуторов Тумак, Ямы, Репино, Кривуши, Кузьмичи, Прыщевка.
В 1970 годах  руководство совхоза "Рассвет" отдало распоряжение уничтожить захоронение защитников Сталинграда, умерших в госпиталях от ран, которое находилось  на Носовой поляне.
Во время войны на территории Клетского сельского совета находилось три военных госпиталя, было очень много тяжелораненых воинов – участников Сталинградской битвы. Было много могил. Во время защиты Сталинграда в дубраве были большие госпиталя: в Кузьмичевской школе, в любом подходящем доме, в конюшне. День и ночь боролись врачи за жизни этих людей. Но они умирали, потому что немец не давал переправить раненых через Волгу - день и ночь бомбил. Раненых привозили с чёрными повязками. Крики. Стоны. Одни просят: помогите выжить. Другие - придайте смерти. Третьи - кружку воды. Зрелище было страшное. Умерших от ран красногвардейцев хоронили в парниках или котлованах, сделанных колхозниками для разведения рассады. Рядом находилось гражданское кладбище. Женщины засыпали котлованы только тогда, когда они полностью наполнялись телами умерших.Женщины истощённые, в предсмертном состоянии, брали лопаты и закидывали землёй эти могилы. У каждой из них были на фронте дети, мужья, а дома умирали голодные, вшивые, бессильные дети.  Было страшно смотреть, как тела защитников Сталинграда раздирали собаки. Их было так много, что женщины боялись подходить. Только мальчишки не боялись мёртвых, отгоняли от них собак, помогали в госпиталях раненым.
После войны дочь одного из умерших здесь бойцов приехала из Хабаровска. Местные жители показали ей захоронение, в котором покоилось тело её отца. Ветераны-фронтовики, жители села, встретили дочь солдата. Она купила памятник, взяла горсть земли и просила поставить памятник на месте захоронения. Но руководство совхоза установило памятник в другом месте, в посёлке Щучьем. Если бы памятник не переместили, не было бы той трагедии, которая произошла в начале 1970-х годов.
Карьеристы пробивали себе дорогу по трупам. Они взяли на себя непростительный грех.  Совхозу ("Рассвет" Среднеахтубинского района) нужно было выполнять план по овощам. Затеяли планировку местности на Носовой поляне. А там и были эти захоронения. Когда подошло время планировать поле и засыпать ерик Веклино,  Байбаков Петр, тот так сказал: «Ерунда. Прошло 30 лет. Я буду планировать». Лободенко пробовал уговорить дирекцию не осквернять могилы солдат. Но так и не удалось тогда получить у дирекции совхоза согласие на "выключку" этого клочка земли из планировки.
Котлованы с телами солдат находились на бугре, располагавшемся у ерика Веклино. При срытии бугра бульдозеристы старались все останки столкнуть в ерик. Но захоронить в четырёхметровой глубине ерика все кости так и не удалось. Многие останки оказались на поверхности.
Кобликов Николай играл черепами в футбол.  Белоусов Иван пьяный спал на костях. По этому полю проходит обложенный плитами оросительный канал - он весь на костях стоит. Поле было усыпано крестиками, вещами мёртвых. Все кто там работал - скреперисты, бульдозеристы, монтажники по сооружениям - тяжело переносили это. 
Носова Поляна давно разбита на паи. Но уже около 20 лет здесь не ведутся сельскохозяйственные работы. В советские времена, когда школьники выезжали на Носову поляну для прополки и сбора овощей, они часто находили человеческие кости.
В настоящее время определить, где до планировки находился бугор с могилами солдат и где располагался ерик Веклино, в который были перемещены останки, можно только по рассказам местных пенсионеров.
Заместитель главы администрации Среднеахтубинского района Анатолий Рябухин говорил, что поисковым отрядам будет оказано со стороны местной власти содействие в поиске и перезахоронении останков солдат на Носовом поле. Но это были только слова.
Свою готовность оказать помощь в перезахоронении останков защитников Сталинграда высказывала и Алла Корнева, бывшая глава Клетского поселкового Совета, на территории которого расположена Носова поляна. Алла Васильевна говорила, что она уже "в курсе дела". Но о размере помощи поисковикам она пока говорить на тот момент не стала, заметив, что "вначале нужно познакомиться с их планом работ". Архивная копия от 28 августа 2016 на Wayback Machine
В 1978 году на базе ученической производственной бригады «Юность» было организовано школьное трудовое объединение «Юность». Производственные бригады в школе были созданы ещё в 1967 году на базе полевой овощеводческой бригады совхоза «Рассвет».
25 декабря 1986 года в честь 69-й годовщины революции за большую поисково-исследовательскую, общественно-полезную работу, создание интересной экспозиции был открыт школьный музей. В музее хранится история Клетского сельского совета; фотографии участников Великой Отечественной войны; списки погибших земляков; фамилии участников ВОВ захороненных в братской могиле на территории школы, посёлков; фотографии передовиков производства КСП «Рассвет», отличников народного просвещения, старших учителей, победителей олимпиад, медалистов школы, ветеранов труда.
Клетское сельское поселение образовано 5 апреля 2005 года в соответствии с Законом Волгоградской области № 1040-ОД.
С 2005 года по 2009 год главой Клетского сельского поселения являлась Корнева Алла Васильевна. 12 января 2011 года прокуратура Среднеахтубинского района направила в Краснослободский суд уголовное дело. Его фигурантом являлась бывшая глава Клетского сельского поселения Алла Корнева. Ее обвиняли в превышении должностных полномочий. В ходе прокурорской проверки установлено, что она перечислила ООО «ЖЭК»  бюджетные средства в сумме  6,7 млн. рублей. Хотя эти деньги были предназначены для компенсации услуг Клетскому ЖКХ. Действия Аллы Корневой были квалифицированы как «превышение должностных полномочий, совершенное главой органа местного самоуправления». Бывшей чиновнице был предъявлен иск: в пользу областного бюджета с нее взыскали необоснованно перечисленные субсидии. Так-же, приговором Краснослободского районного суда от 08.04.2011г. Алла Корнева признана виновной в превышении должностных полномочий в период нахождения на посту главы Клетского сельского поселения Среднеахтубинского муниципального района. Ей было назначено наказание в виде двух лет лишения свободы в исправительной колонии общего режима.
Как сообщалось ранее, Корнева незаконно перечислила обществу с ограниченной ответственностью «ЖЭК» свыше 6 миллионов рублей. Между тем, данные бюджетные средства предназначены для компенсации выпадающих доходов за оказание жилищно-коммунальных услуг муниципальному унитарному предприятию "Клетское ЖКХ".
Не согласившись с приговором Краснослободского районного суда, осужденная обжаловала его в кассационном порядке. С учетом мнения прокуратуры, судебная коллегия по уголовным делам Волгоградского областного суда оставила приговор суда первой инстанции без изменения, жалобу Аллы Корневой — без удовлетворения. Вопрос о взыскании ущерба был решен в порядке гражданского судопроизводства на 08.06.2011 г. 
С 28 октября 2013 г. по 20 ноября 2013 г. прокуратурой Среднеахтубинского района Волгоградской области была проведена проверка в отношении главы Клетского сельского поселения, Ускова Михаила Викторовича. 31 января 2014 г. СУД города Краснослободска постановил признать главу администрации Клетского сельского поселения Среднеахтубинского района Волгоградской области виновным в совершении административного правонарушения, предусмотренного ст. 15.14 КоАП РФ., и повергнуть главу администрации Клетского сельского поселения Среднеахтубинского района Волгоградской области Ускова Михаила Викторовича штрафу.

## Население
| 2010  | 2012  | 2013  | 2014  | 2015  | 2016  | 2017  |
| ----- | ----- | ----- | ----- | ----- | ----- | ----- |
| 3486  | ↗3517 | ↘3499 | ↘3442 | ↘3437 | ↗3463 | ↗3476 |
| 2018  | 2019  | 2020  | 2021  |       |       |       |
| ↘3458 | ↗3465 | ↘3425 | ↘3384 |       |       |       |

## Состав сельского поселения
| № | Населённый пункт | Тип населённого пункта        | Население |
| - | ---------------- | ----------------------------- | --------- |
| 1 | Клетский         | хутор, административный центр | ↘1666     |
| 2 | Кривуша          | хутор                         | 128       |
| 3 | Пламенка         | хутор                         | 340       |
| 4 | Прыщевка         | хутор                         | 165       |
| 5 | Репино           | хутор                         | 269       |
| 6 | Тумак            | хутор                         | 279       |
| 7 | Щучий            | хутор                         | 239       |
| 8 | Ямы              | хутор                         | 400       |